# آینبک
شهر آینبک در ایالت نیدرزاکسن در کشور آلمان واقع شده است.

## نگارخانه

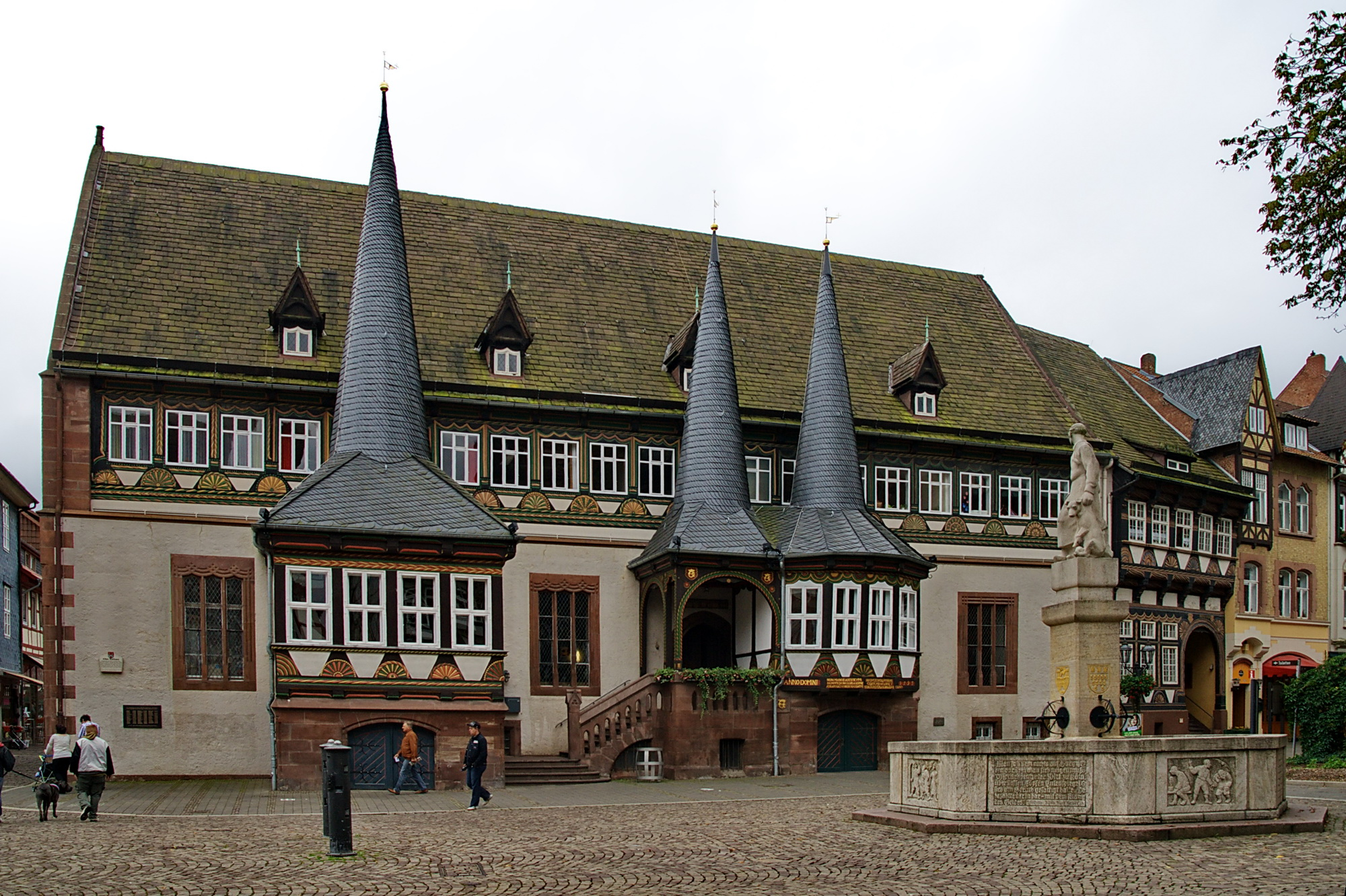
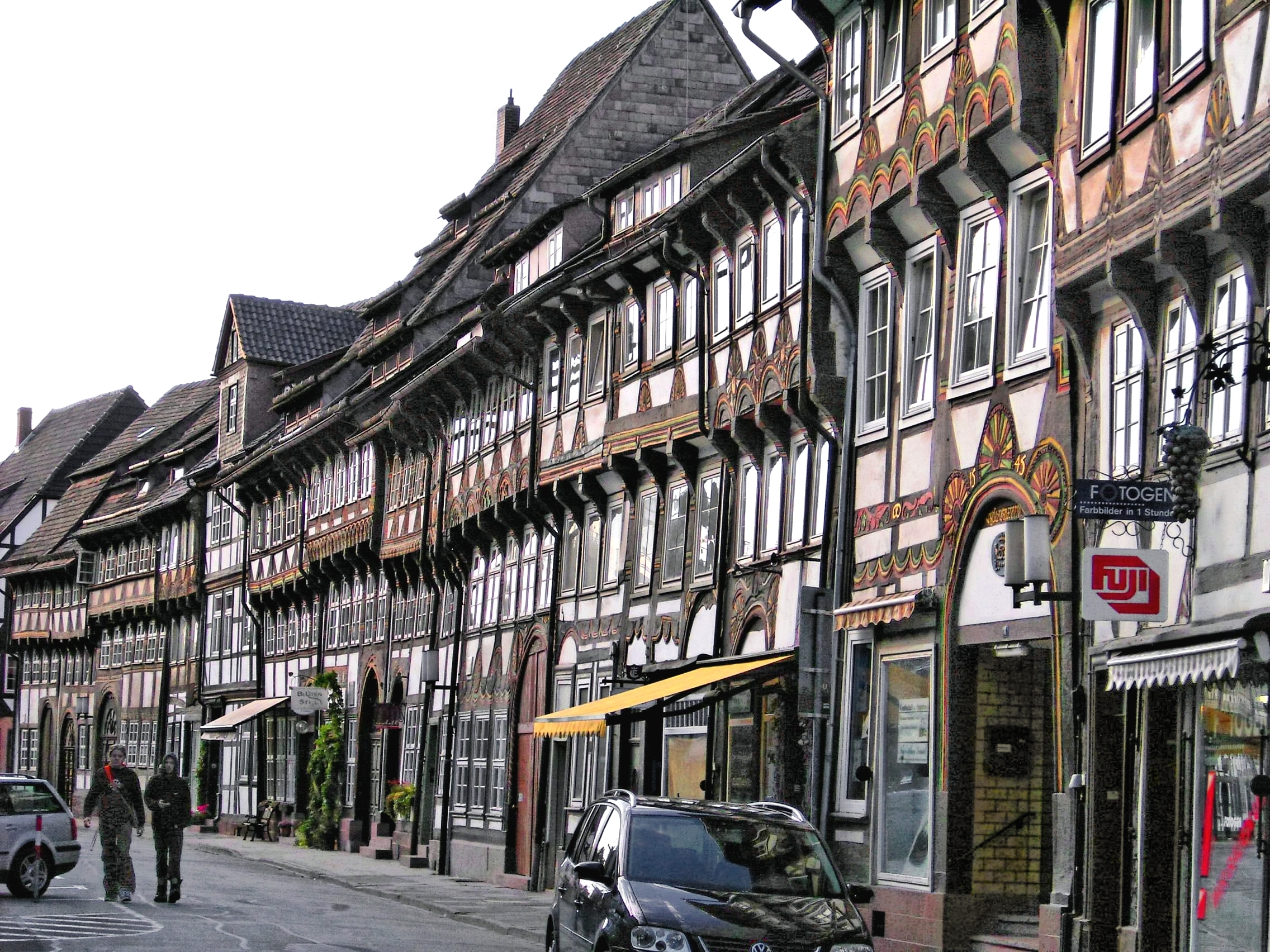
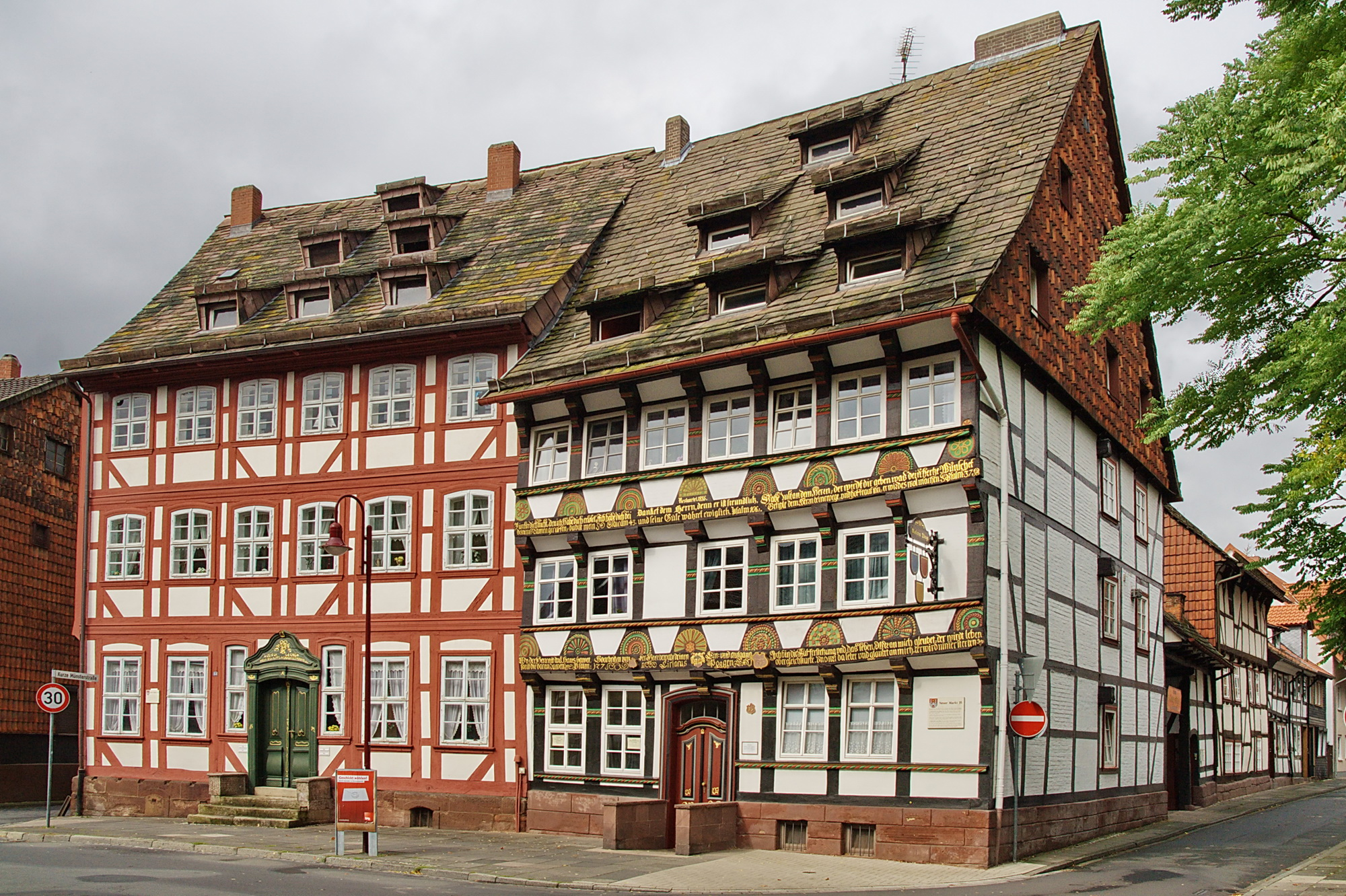
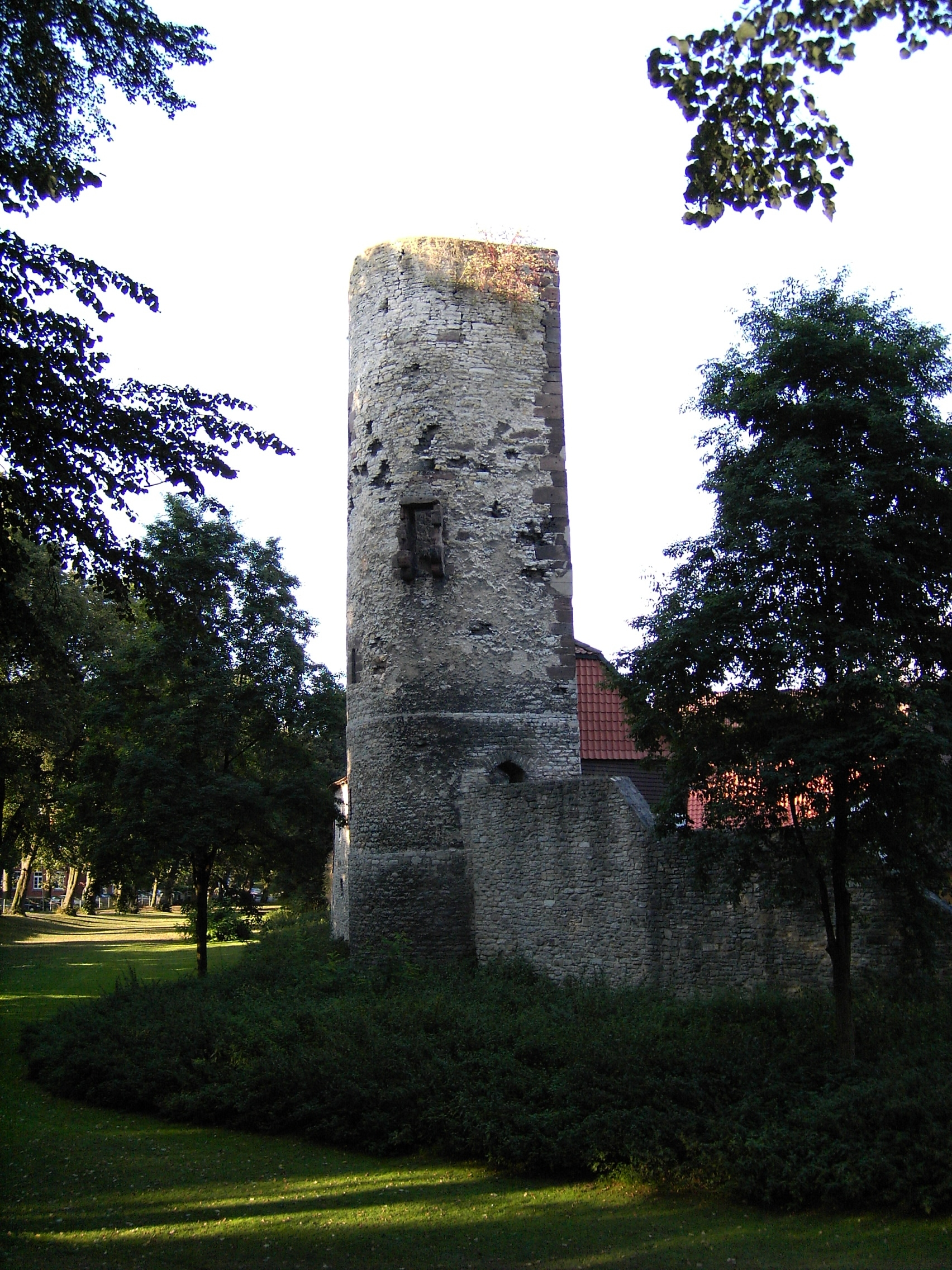